# Luís Armastrondo
Luís Armastrondo era um bar e café-concerto, situado na Ribeira do Porto. No Porto foi institucionalizado como o equivalente local ao mítico Rock Rendez-Vous (sala de concertos na cidade de Lisboa).
Tudo começou com a vontade de Manuel Sousa e João Faiões, de animarem o bar. A sua paixão pela Música Moderna Portuguesa deu origem a concertos quase diários de jazz, tendo como base o Quarteto de Rui Azul e, algum tempo depois, também de rock ao fim-de-semana. O "Armastrondo" veio ocupar um lugar de destaque no panorama musical português já que se tornara, em 1987, no primeiro local da cidade onde os concertos aconteciam semanalmente, possibilitando dessa forma uma rodagem importante para a nova vaga de músicos e de bandas a despontar na altura. Foram muitos os que lá actuaram: organizado por Luís Freixo, que se tornaria o mentor dos concertos de fim-de-semana, o primeiro foi com os Essa Entente; seguiram-se entre muitos outros os Mão Morta, Repórter Estrábico, Sitiados, Academia da Euphoria, Ecos da Cave, Komintern, Lobo Meigo, General Inverno, Entes Queridos, Seres, Zen, Melleril de Nembutal, Bramassaji, Terra Mar, Linha Geral, Emílio e a Tribo do Rum, João Phalo & The Box, SPQR, Ocaso Épico, Easy Gents, D'Age, Fiori del Fiume, Falecido Alves dos Reis, Fé de Sábio, Les Fleurs du Mal, Objectos Perdidos, Duplex Longa, Depressão Total, Cagalhões, Peste & Sida, Ella Sing, K4 Quadrado Azul, Requiem Pelos Vivos e U Nu.
A atenção pelo novo rock galego foi evidente na programação da casa, que organizou o I Festival Luso-Galaico de Rock ao Vivo e apresentou no seu palco nomes como o Sporting de Transylvania, El Metodo Sueco, Los XXIV Ancianos, Alguién e La Traición.
Entretanto o espaço detido pelos sócios fundadores mudou de mãos e o colaborador-programador Luís Freixo afastou-se. Em finais de 1988 a nova gerência muda o nome da casa para Louis Armstrong e apenas um ano depois, na noite de Natal de 1990 (com a casa vazia, felizmente), um desabamento de terras na encosta em que se apoiava a traseira do edifício faz com que a estrutura se desmoronasse irremediavelmente e para sempre. Apenas dois dias antes tinham actuado no seu famoso palco os Último Reduto.